# Richard Gasquet
Richard Gabriel Cyr Gasquet (* 18. června 1986 Béziers) je francouzský profesionální tenista, vítěz smíšené čtyřhry na French Open 2004 po boku Taťány Golovinové a bronzový olympijský medailista z mužské čtyřhry londýnských her 2012 s Julienem Benneteauem. Ve své dosavadní kariéře na okruhu ATP Tour vyhrál šestnáct turnajů ve dvouhře a dva ve čtyřhře. Na challengerech ATP a okruhu ITF získal deset singlových titulů.
Na žebříčku ATP byl ve dvouhře nejvýše klasifikován v červenci 2007 na 7. místě a ve čtyřhře pak v dubnu 2008 na 45. místě. V roce 2020 se jeho trenérem stal Julien Cassaigne.
V roce 2002 se stal juniorským mistrem světa ITF. Premiérový titul na okruhu ATP získal v červnu 2005 na travnatém Nottingham Open, když ve finále přehrál běloruského hráče Maxe Mirného. V letech 2007 a 2012 také triumfoval na portugalském Estoril Open. V letech 2007 a 2013 si zahrál základní skupinu závěrečného Turnaje mistrů.

## Týmové soutěže

### Davis Cup
Ve francouzském daviscupovém týmu debutoval v roce 2005 čtvrtfinálem Světové skupiny proti Rusku, v němž vyhrál nad Andrejevem a podlehl Davyděnkovi. V roce 2014 se stal členem týmu, které postoupilo do lillského finále proti Švýcarsku. Po boku Juliena Benneteaua odešli poraženi ze sobotní čtyřhry od olympijských vítězů Rogera Federera a Stana Wawrinky. Se ziskem pouhých osmi gamů pak v nedělní dvouhře nestačil na Federera, což znamenalo porážku Francie 1:3 na zápasy. V základní skupině listopadového finále Davis Cupu 2021 nestačil na Tomáše Macháče. Francouzi přesto Česko porazila 2:1 na zápasy. 
Do února 2024 v soutěži nastoupil k dvaceti třem mezistátním utkáním s bilancí 16–11 ve dvouhře a 4–2 ve čtyřhře.

### Letní olympijské hry
Francii reprezentoval na londýnských Hrách XXX. olympiády, kde jako šestnáctý nasazený podlehl ve druhém kole dvouhry Kypřanu Marcosu Baghdatisovi. V soutěži čtyřhry vyhrál spolu s Julienem Benneteauem zápas o bronzovou medaili, když přehráli španělský pár Feliciano López a David Ferrer.

### Hopman Cup
Za Francii nastoupil poprvé na Hopman Cupu 2012. V páru s Marion Bartoliovou obsadili první místo v základní skupině B, když všechny tři mezistátní zápasy vyhráli. Ve dvouhrách porazil Číňana Wu Ti, Australana Lleytona Hewitta i Španěla Fernanda Verdasca. Ve finále však nestačili na Českou republiku 0:2 na zápasy, když o výsledku rozhodly již dvouhry. Po dvousetovém průběhu odešel poražen od Tomáše Berdycha a Bartoliová nestačila na Petru Kvitovou.
Podruhé do Perthu zavítal jako 18. hráč žebříčku v roce 2017 po boku Kristiny Mladenovicové. V singlu základní skupiny prohrál se Švýcarem Rogerem Federerem a porazil Němce Alexandra Zvereva i Brita Daniela Evanse. Ve finále dvojici čekaly Spojené státy americké. V úvodním singlu zdolal Jacka Socka. Přestože poté Mladenovicová podlehla Coco Vandewegheové, společně triumfovali nad Američany v závěrečné smíšené čtyřhře. Francie tak vybojovala druhý titul na Hopmanově poháru po výhře 2:1 na zápasy.

## Tenisová kariéra

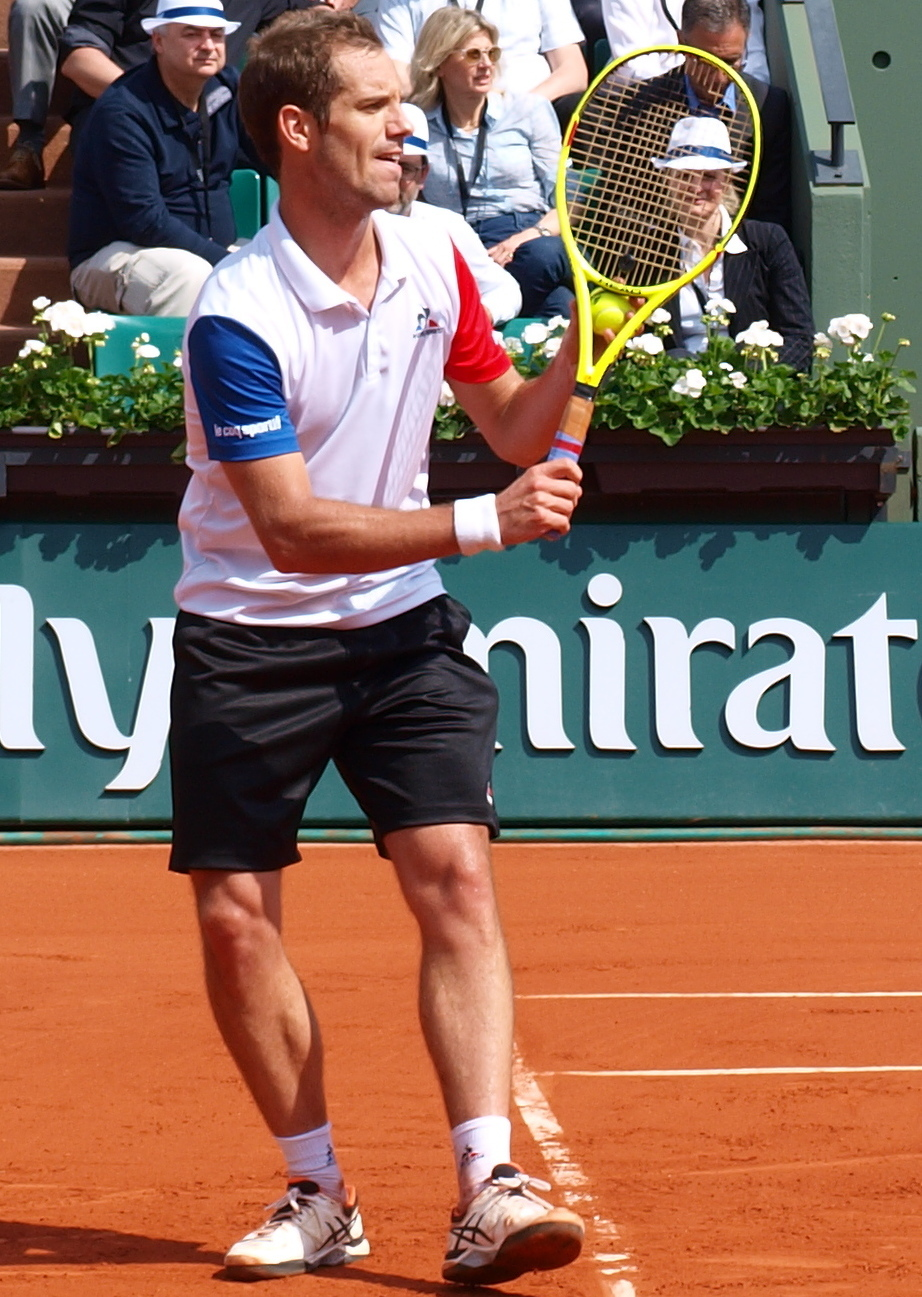
Podání na French Open 2018

Tenis začal hrát ve čtyřech letech v tenisovém klubu TC Sérignan, kde jej až do juniorského věku vedl otec Francis Gasquet. Již v devíti letech se objevil na obalu francouzského Tennis Magazine jako velký tenisový talent. V juniorské kategorii vyhrál v sezóně 2002 singlové soutěže French Open a US Open a na Australian Open došel do semifinále. V září téhož roku se stal juniorskou světovou jedničkou a na konci roku byl vyhlášen juniorským mistrem světa.
Na okruhu ATP Tour debutoval v dubnu 2002 turnajem kategorie Masters Series na antukovém Monte Carlo Masters, kde obdržel do kvalifikace divokou kartu. Poté, co se z ní probojoval do hlavní soutěže, stal se – v 15 letech a 10 měsících věku –, nejmladším tenistou od roku 1988 a Tommyho Hoa, který dokázal vyhrát utkání na turnaji ATP. V prvním kole přešel přes Argentince Franca Squillariho.
Premiérový grandslam odehrál na květnovém French Open 2002, když do utkání hlavní soutěže nastoupil v 15 letech, 11 měsících a 9 dnech jako druhý nejmladší tenista v této nejvyšší kategorii. Přes zisk úvodní sady proti pozdějšímu vítězi pařížského majoru Albertu Costovi, ztratil zbývající tři. Na grandslamu se nejdále probojoval do semifinále Wimbledonu 2007.
Jako 82. hráč žebříčku podlehl ve čtvrtfinále orléanského challengeru během září 2021 Jiřímu Veselému. Ve finále lednového ASB Classic 2023 zdolal druhého nasazeného Brita a světovou dvanáctku Camerona Norrieho po třísetovém průběhu. Připsal si šestnáctý singlový titul na túře ATP a první od travnatého Libéma Open 2018. Na Auckland Open se v 36 letech stal nejstarším šampionem turnaje.
Na ASB Classic 2024 přicestoval jako obhájce titulu. Z pozice sedmdesátého šesté hráče žebříčku v úvodu podlehl krajanu a jedinému teenageru v Top 50 Arthuru Filsovi, který jej i podruhé přehrál. Po 18 letech tak v polovině ledna 2024, ve 37 letech, vypadl z první světové stovky, v níž figuroval nepřetržitě od dubna 2005. V přepočtu se jednalo o 956 týdnů. Delší kontinuální období v ní k lednu 2024 strávili jen Federer (1 165 týdnů) a Nadal (1 029 týdnů).

## Dopingová aféra
Francouzský deník L'Équipe 9. května 2009 uvedl, že byl v březnu téhož roku pozitivně testován na přítomnost kokainu, což vedlo k jeho odhlášení z Miami Masters. V rozhovoru z 5. června téhož roku pro stejné periodikem odmítl užití kokainu. Následně mu byla dočasně pozastavena účast na okruhu. Očištěn byl poté, co pozitivní nález zdůvodnil vyjádřením, že kokain se do těla dostal bez jeho vědomí, když se líbal s dívkou na party. Od 16. července 2009 tak mohl opět startovat. Ocenil také Rafaela Nadala za jeho podporu během pozastavené činnosti. Do tenisového světa se vrátil na konci srpna turnajem Pilot Pen Championships 2009 v New Havenu, kde nepostoupil z kvalifikace do hlavní soutěže.

## Trenérské vedení
- Éric Deblicker (říjen 2004 až květen 2008)
- Guillaume Peyre (květen 2008 až srpen 2009)
- Gabriel Markus (únor až září 2010)
- Riccardo Piatti (únor 2011 až listopad 2013)
- Sergi Bruguera (únor 2014 až listopad 2017)
- Thierry Tulasne (leden až září 2018)
- Fabrice Santoro (leden až září 2018)
- Thierry Ascione (září 2018 až září 2020)
- Julien Cassaigne (od 2020)

## Finále na Grand Slamu

### Smíšená čtyřhra: 1 (1–0)
| Stav  | rok  | turnaj      | povrch | spoluhráčka       | soupeři ve finále         | výsledek |
| ----- | ---- | ----------- | ------ | ----------------- | ------------------------- | -------- |
| Vítěz | 2004 | French Open | antuka | Taťána Golovinová | Cara Blacková Wayne Black | 6–3, 6–4 |

## Finále na okruhu ATP Tour
| Legenda                                                   |
| --------------------------------------------------------- |
| D – dvouhra; Č – čtyřhra                                  |
| Grand Slam (0)                                            |
| Turnaj mistrů (0)                                         |
| ATP Masters Series / ATP Tour Masters 1000 (0–3 D; 0–1 Č) |
| ATP International Series Gold / ATP Tour 500 (0–2 D)      |
| ATP International Series / ATP Tour 250 (16–12 D; 2–1 Č)  |

### Dvouhra: 33 (16–17)
| Stav      | č.  | datum             | turnaj                             | povrch      | soupeř ve finále      | výsledek                |
| --------- | --- | ----------------- | ---------------------------------- | ----------- | --------------------- | ----------------------- |
| Finalista | 1.  | 11. října 2004    | Mety, Francie                      | tvrdý (h)   | Jérôme Haehnel        | 6–7(9–11), 4–6          |
| Finalista | 2.  | 9. května 2005    | Hamburk, Německo                   | antuka      | Roger Federer         | 3–6, 5–7, 6–7(4–7)      |
| Vítěz     | 1.  | 13. června 2005   | Nottingham, Spojené království     | tráva       | Max Mirnyj            | 6–2, 6–3                |
| Vítěz     | 2.  | 19. června 2006   | Nottingham, Spojené království (2) | tráva       | Jonas Björkman        | 6–4, 6–3                |
| Vítěz     | 3.  | 10. července 2006 | Gstaad, Švýcarsko                  | antuka      | Feliciano López       | 7–6(7–4), 6–7(3–7), 6–3 |
| Finalista | 3.  | 7. srpna 2006     | Toronto, Kanada                    | tvrdý       | Roger Federer         | 6–2, 3–6, 2–6           |
| Vítěz     | 4.  | 23. října 2006    | Lyon, Francie                      | koberec (h) | Marc Gicquel          | 6–3, 6–1                |
| Finalista | 4.  | 29. dubna 2007    | Estoril, Portugalsko               | antuka      | Novak Djoković        | 6–7(7–9), 6–0, 1–6      |
| Vítěz     | 5.  | 30. září 2007     | Bombaj, Indie                      | tvrdý       | Olivier Rochus        | 6–3, 6–4                |
| Finalista | 5.  | 1. října 2007     | Tokio, Japonsko                    | tvrdý       | David Ferrer          | 1–6, 2–6                |
| Finalista | 6.  | 13. července 2008 | Stuttgart, Německo                 | antuka      | Juan Martín del Potro | 4–6, 5–7                |
| Finalista | 7.  | 16. ledna 2010    | Sydney, Austrálie                  | tvrdý       | Marcos Baghdatis      | 4–6, 6–7(2–7)           |
| Vítěz     | 6.  | 22. května 2010   | Nice, Francie                      | antuka      | Fernando Verdasco     | 6–3, 5–7, 7–6(7–5)      |
| Finalista | 8.  | 1. srpna 2010     | Gstaad, Švýcarsko                  | antuka      | Nicolás Almagro       | 5–7, 1–6                |
| Finalista | 9.  | 6. května 2012    | Estoril, Portugalsko (2)           | antuka      | Juan Martín del Potro | 4–6, 2–6                |
| Finalista | 10. | 12. srpna 2012    | Toronto, Kanada (2)                | tvrdý       | Novak Djoković        | 3–6, 2–6                |
| Vítěz     | 7.  | 30. září 2012     | Bangkok, Thajsko                   | tvrdý (h)   | Gilles Simon          | 6–2, 6–1                |
| Vítěz     | 8.  | 5. ledna 2013     | Dauhá, Katar                       | tvrdý       | Nikolaj Davyděnko     | 3–6, 7–6(7–4), 6–3      |
| Vítěz     | 9.  | 10. února 2013    | Montpellier, Francie               | tvrdý (h)   | Benoît Paire          | 6–2, 6–3                |
| Vítěz     | 10. | 20. října 2013    | Moskva, Rusko                      | tvrdý (h)   | Michail Kukuškin      | 4–6, 6–4, 6–4           |
| Finalista | 11. | 9. února 2014     | Montpellier, Francie               | tvrdý (h)   | Gaël Monfils          | 4–6, 4–6                |
| Finalista | 12. | 21. června 2014   | Eastbourne, Spojené království     | tráva       | Feliciano López       | 3–6, 7–6(7–5), 5–7      |
| Vítěz     | 11. | 8. února 2015     | Montpellier, Francie (2)           | tvrdý (h)   | Jerzy Janowicz        | 3–0skreč                |
| Vítěz     | 12. | 3. května 2015    | Estoril, Portugalsko               | antuka      | Nick Kyrgios          | 6–3, 6–2                |
| Vítěz     | 13. | 7. února 2016     | Montpellier, Francie (3)           | tvrdý (h)   | Paul-Henri Mathieu    | 7–5, 6–4                |
| Finalista | 13. | 2. října 2016     | Šen-čen, Čína                      | tvrdý       | Tomáš Berdych         | 6–7(5–7), 7–6(7–2), 3–6 |
| Vítěz     | 14. | 23. října 2016    | Antverpy, Belgie                   | tvrdý (h)   | Diego Schwartzman     | 7–6(7–4), 6–1           |
| Finalista | 14. | 12. února 2017    | Montpellier, Francie (2)           | tvrdý (h)   | Alexander Zverev      | 6–7(4–7), 3–6           |
| Finalista | 15. | únor 2018         | Montpellier, Francie               | tvrdý (h)   | Lucas Pouille         | 6–7(2–7), 4–6           |
| Vítěz     | 15. | červen 2018       | Rosmalen, Nizozemsko               | tráva       | Jérémy Chardy         | 6–3, 7–6(7–5)           |
| Finalista | 16. | červenec 2018     | Stockholm, Švédsko                 | antuka      | Fabio Fognini         | 3–6, 6–3, 1–6           |
| Finalista | 17. | červenec 2021     | Umag, Chorvatsko                   | antuka      | Carlos Alcaraz        | 2–6, 2–6                |
| Vítěz     | 16. | leden 2023        | Auckland, Nový Zéland              | tvrdý       | Cameron Norrie        | 4–6, 6–4, 6–4           |

### Čtyřhra: 4 (2–2)
| Stav      | č. | datum             | turnaj              | povrch    | spoluhráč          | soupeři ve finále           | výsledek         |
| --------- | -- | ----------------- | ------------------- | --------- | ------------------ | --------------------------- | ---------------- |
| Vítěz     | 1. | 8. května 2006    | Mety, Francie       | tvrdý (h) | Fabrice Santoro    | Julian Knowle Jürgen Melzer | 3–6, 6–1, [11–9] |
| Finalista | 1. | 14. dubna 2007    | Monte-Carlo, Monako | antuka    | Julien Benneteau   | Bob Bryan Mike Bryan        | 2–6, 1–6         |
| Vítěz     | 2. | 7. ledna 2008     | Sydney, Austrálie   | tvrdý     | Jo-Wilfried Tsonga | Bob Bryan Mike Bryan        | 4–6, 6–4, [11–9] |
| Finalista | 2. | 1. listopadu 2009 | Petrohrad, Rusko    | tvrdý (h) | Jérémy Chardy      | Colin Fleming Ken Skupski   | 6–2, 5–7, [4–10] |

## Utkání o olympijský bronz

### Mužská čtyřhra: 1 (1–0)
| Stav  | rok  | turnaj                           | povrch | spoluhráč        | soupeři ve finále            | výsledek      |
| ----- | ---- | -------------------------------- | ------ | ---------------- | ---------------------------- | ------------- |
| Bronz | 2012 | Londýn – LOH, Spojené království | tráva  | Julien Benneteau | David Ferrer Feliciano López | 7–6(7–4), 6–2 |

## Finále soutěží družstev: 5 (2–3)
| Stav      | č. | datum                  | soutěž                               | povrch     | spoluhráči                                                           | soupeři ve finále                                            | výsledek |
| --------- | -- | ---------------------- | ------------------------------------ | ---------- | -------------------------------------------------------------------- | ------------------------------------------------------------ | -------- |
| Finalista | 1. | 7. ledna 2012          | Hopman Cup Perth, Austrálie          | tvrdý (h)  | Marion Bartoliová                                                    | Petra Kvitová Tomáš Berdych                                  | 0–2      |
| Finalista | 2. | 21.–23. listopadu 2014 | Davis Cup Villeneuve-d'Ascq, Francie | antuka (h) | Jo-Wilfried Tsonga Gaël Monfils Julien Benneteau                     | Roger Federer Stan Wawrinka Marco Chiudinelli Michael Lammer | 1–3      |
| Vítěz     | 1. | 7. ledna 2017          | Hopman Cup Perth, Austrálie          | tvrdý (h)  | Kristina Mladenovicová                                               | Coco Vandewegheová Jack Sock                                 | 2–1      |
| Vítěz     | 2. | 24.–26. listopadu 2017 | Davis Cup Villeneuve-d'Ascq, Francie | tvrdý (h)  | Jo-Wilfried Tsonga Lucas Pouille Pierre-Hugues Herbert               | David Goffin Steve Darcis Ruben Bemelmans Joris De Loore     | 3–2      |
| Finalista | 3. | 23.–25. listopadu 2018 | Davis Cup Villeneuve-d'Ascq, Francie | antuka (h) | Lucas Pouille Jérémy Chardy Pierre-Hugues Herbert Jo-Wilfried Tsonga | Marin Čilić Borna Ćorić Franko Škugor Mate Pavić Ivan Dodig  | 1–3      |

## Chronologie výsledků na Grand Slamu

### Dvouhra
| Turnaj          | 2002    | 2003    | 2004    | 2005    | 2006    | 2007    | 2008    | 2009    | 2010    | 2011    | 2012    | 2013    | 2014    | 2015    | 2016    | 2017    | 2018    | 2019    | 2020    | 2021    | 2022    | 2023    | SR     | V–P    |
| --------------- | ------- | ------- | ------- | ------- | ------- | ------- | ------- | ------- | ------- | ------- | ------- | ------- | ------- | ------- | ------- | ------- | ------- | ------- | ------- | ------- | ------- | ------- | ------ | ------ |
| Australian Open | A       | 1. kolo | 1. kolo | A       | 1. kolo | 4. kolo | 4. kolo | 3. kolo | 1. kolo | 3. kolo | 4. kolo | 4. kolo | 3. kolo | 3. kolo | A       | 3. kolo | 3. kolo | A       | A       | A       | 2. kolo | 1. kolo | 0 / 16 | 25–16  |
| French Open     | 1. kolo | 1. kolo | 1. kolo | 3. kolo | 2. kolo | 2. kolo | A       | A       | 1. kolo | 4. kolo | 4. kolo | 4. kolo | 3. kolo | 4. kolo | ČF      | 3. kolo | 3. kolo | 2. kolo | 1. kolo | 2. kolo | 2. kolo | 1. kolo | 0 / 20 | 29–20  |
| Wimbledon       | A       | A       | 1. kolo | 4. kolo | 1. kolo | SF      | 4. kolo | A       | A       | 4. kolo | 4. kolo | 3. kolo | 2. kolo | SF      | 4. kolo | 1. kolo | 1. kolo | 1. kolo | NH      | 2. kolo | 3. kolo | 1. kolo | 0 / 17 | 31–17  |
| US Open         | Q2      | A       | Q1      | 4. kolo | 4. kolo | 2. kolo | 1. kolo | 1. kolo | 4. kolo | 2. kolo | 4. kolo | SF      | 3. kolo | ČF      | 1. kolo | 1. kolo | 3. kolo | 1. kolo | 2. kolo | 1. kolo | 3. kolo | 1. kolo | 0 / 19 | 30–18  |
| výhry–prohry    | 0–1     | 0–2     | 0–3     | 8–3     | 4–4     | 10–3    | 6–3     | 2–2     | 3–3     | 9–4     | 12–4    | 13–4    | 7–4     | 14–4    | 7–3     | 4–4     | 6–4     | 1–3     | 1–2     | 2–3     | 6–4     | 0–4     | 0 / 72 | 115–71 |

| Legenda | Legenda                                   | Legenda | Legenda                     |
| ------- | ----------------------------------------- | ------- | --------------------------- |
| SR      | poměr vyhraných turnajů ku všem odehraným | W–L V–P | výhry–prohry                |
| NH      | daný rok se turnaj nekonal                | A       | turnaje se hráč nezúčastnil |
| 1Q / LQ | prohra v (kole) kvalifikace               | 1k / 1R | prohra v daném kole turnaje |
| QF / ČF | prohra ve čtvrtfinále                     | SF      | prohra v semifinále         |
| F       | prohra ve finále                          | Vítěz   | vítězství v turnaji         |

## Postavení na konečném žebříčku ATP

### Dvouhra
| Rok    | 2001  | 2002   | 2003  | 2004   | 2005  | 2006  | 2007 | 2008  | 2009  | 2010  | 2011  | 2012  | 2013 | 2014  | 2015 | 2016  | 2017  | 2018  | 2019  | 2020  | 2021  | 2022  | 2023  |
| Pořadí | 1303. | ▲ 166. | ▲ 93. | ▼ 109. | ▲ 16. | ▼ 18. | ▲ 8. | ▼ 24. | ▼ 52. | ▲ 30. | ▲ 19. | ▲ 10. | ▲ 9. | ▼ 26. | ▲ 9. | ▼ 18. | ▼ 31. | ▲ 26. | ▼ 61. | ▲ 47. | ▼ 86. | ▲ 68. | ▼ 76. |

### Čtyřhra
| Rok    | 2002  | 2003   | 2004   | 2005   | 2006   | 2007  | 2008  | 2009   | 2010   | 2011   | 2012   | 2013   | 2014   | 2015   | 2016   | 2017–2023 |
| Pořadí | 1315. | ▲ 428. | ▼ 965. | ▲ 418. | ▲ 111. | ▲ 76. | ▼ 82. | ▼ 130. | ▼ 454. | ▲ 207. | ▲ 182. | ▼ 237. | ▲ 188. | ▼ 600. | ▼ 849. | —         |